# マイケル・ランドン
マイケル・ランドン（Michael Landon, 1936年10月31日- 1991年7月1日）は、アメリカ合衆国の俳優、映画監督、脚本家、プロデューサー。ニューヨーク市クイーンズ区出身。本名ユージン・モーリス・オロウィッツ（Eugene Maurice Orowitz）。
『大草原の小さな家』シリーズでのチャールズ・インガルス役で広く知られる。

## 少年時代
両親がともに芸能関係者であった。父イーライ・モーリス・オロウィッツはユダヤの流れをくむ劇場オーナーで、母ペギー・オニールはステージで活躍したダンサー、モデル、シンガー、舞台女優と多彩な経歴を持っていた。ランドンが4歳のときに一家はニュー・ジャージー州のコリングズウッドに引っ越した。そこでランドンは、保守的なユダヤ教のシナゴーグにおいてバル・ミツワー（ユダヤ教の成人式）を受けている。少年時代のランドンにとっての最大の悩みは、母が自殺未遂を繰り返したことである。家族旅行で海に出かけたときに、母がおぼれて死のうとしたこともあった。そのときはランドンが母を救ったのであるが、助かった後の母は何事もなかったかのように振る舞ったという。こうした過酷な環境で育てられたランドンだが、両親の意にそぐわず本人は軟弱な少年であった。しかし、高校生になるとスポーツに目覚め、やり投の競技で選手として幾つもの大会に出場。奨学金を得て、南カリフォルニア大学に進学した。

## 俳優デビュー
アスリートとしてキャリアを培っていくかに見えたが、在学中に怪我をわずらい競技生活を断念せざるを得なくなり中退。その後は職を転々とする日々が続いたといわれる。そんななか、演劇に活路を見出しワーナー演劇学校を経て1956年に映画デビュー。翌年からはテレビにも出演し始める。当初は低予算で製作されるB級作品の出演が続いた。

## ボナンザ
1959年からスタートした西部劇のドラマ『ボナンザ』シリーズに三男ジョー役で出演。土臭く、それでいて爽やかなルックスが注目の的となり、最初の当たり役となった。この作品では、後に自ら脚本も書き、演出を担当するエピソードも作られるなど、製作サイドでの役割も担うようになった。これが後年の活躍の礎となっていく。

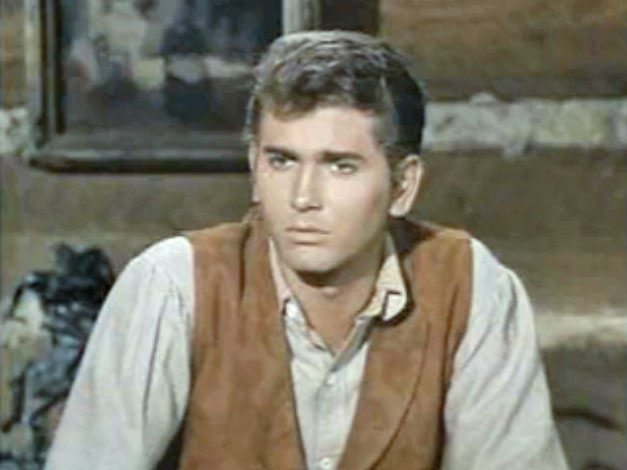
テレビドラマ『ボナンザ』より (1960年)
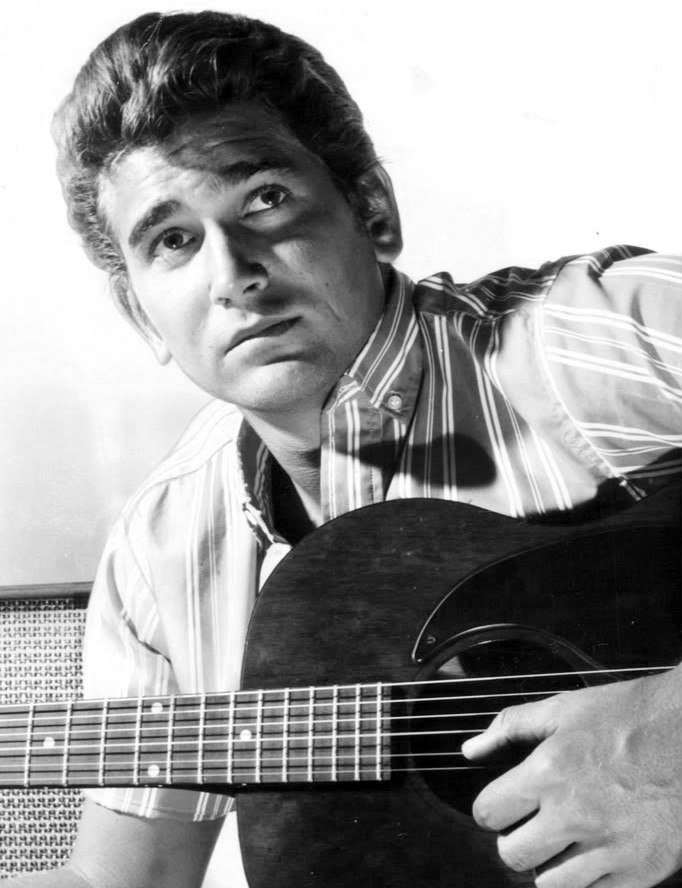
テレビ番組『Hullabaloo』より (1963年)
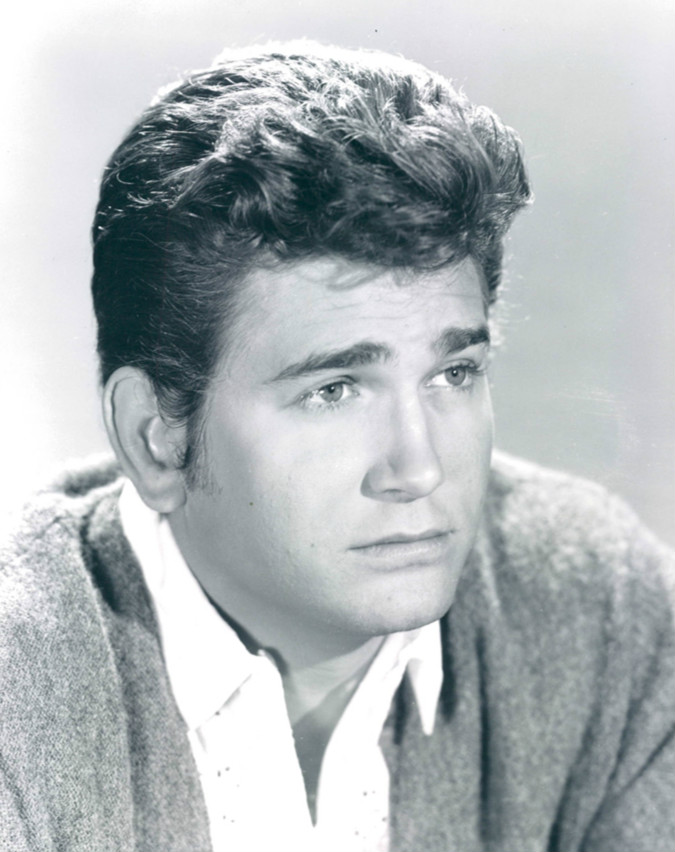
1969年頃のフォト

## 大草原の小さな家

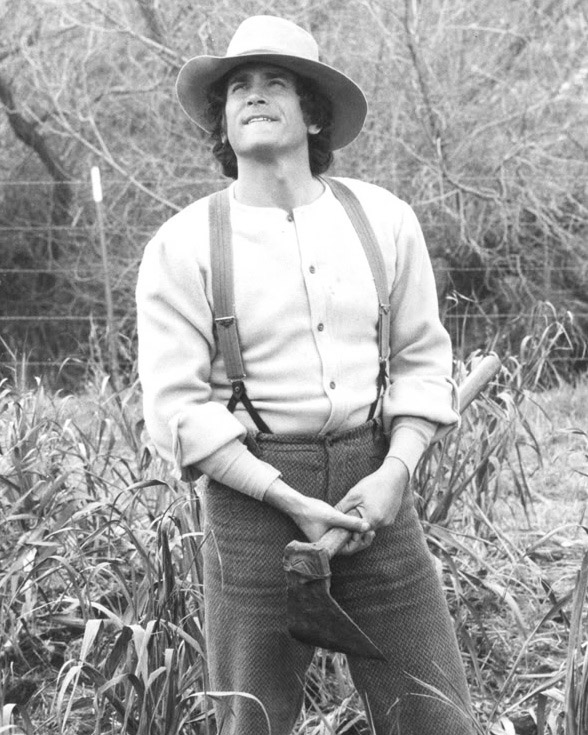
『大草原の小さな家』開始時期 (1974年)

1974年にスタートした『大草原の小さな家』は8シーズンに渡る人気テレビシリーズとなり、この作品の成功でランドンの印象を決定付けた。知的で温かく頼もしい家父長を象徴するインガルス家の大黒柱、チャールズ・インガルス役は、世界中の共感を集め放送が終了しても高い評価を獲得しつづけている。世界中必ずどこかで再放送されている番組とも呼ばれており、ランドンは主演のみならず脚本や演出、製作にも携わり常に番組の中核にあった。 

## その他
1984年、『大草原～』で共演したヴィクター・フレンチとコンビを組み、自ら企画した『Highway to Heaven』という連続ドラマに主演、大半のエピソードを監督し時には脚本も兼ねている。ランドン演じる地上に遣わされた天使が、フレンチ演ずる相棒と共に古いセダンで旅をしながら、苦悩する人々を救うという内容である。本国のアメリカでは評判も良く5シーズン続いたが、日本ではあまり知られていない。
また、『大草原～』以外にもコンスタントに主演作を意欲的に発表している。1976年のTVM『ある勇気の物語! 孤独のマラソンランナー』では主演のみならず監督と脚本も務めた。中学生になっても夜尿症で悩む主人公の少年という設定は、ランドン自らの体験を投影させたものである。
1983年、異色ラブロマンス・アドベンチャー『カムバック』で主演、1984年、『ハイスクール・オリンピック/天才バンザイ』で監督と脚本。1990年のヒューマンドラマ『鳩が死ぬ時』に主演、とドラマ・映画双方で活動を続けた。

## 闘病
1990年代に入り体調が急速に悪化し、検査の結果、膵臓癌である事を告げられる。1991年に公表し、自身はあえて抗がん剤に頼らず自然療法による癌との戦いを宣言したが、同年7月に死去した。54歳没。

## 人物・エピソード
プライベートでも大の子供好きとして知られ、インガルス役のイメージを損なう事は無かったという。ただし、飲酒と喫煙を好み、健康的とは言えなかった。
3度の結婚歴と6人の子供がおり、その一人のマイケル・ランドン・Jrは父と同様に俳優となり、かつて父の出世作となった『ボナンザ』の続編『ボナンザ・リターンズ』（1994年）に出演している。
『大草原～』の次女ローラ役で、公私共にランドンを慕っていたメリッサ・ギルバートは、自身の息子にマイケルと名づけている。
『大草原～』のシーズン7途中にて、制作スタッフの女性との不倫関係が発覚、当時受け持っていたCMもすべて降板し、当時の妻リンとも離婚することとなり他所への転居を余儀なくされた。さらに、メリッサ・スー・アンダーソンを含めた数名の出演者が『大草原-』シーズン7最終回を以て降板するといった事態に発展した。
日本人嫌いという事が話題になった事がある。

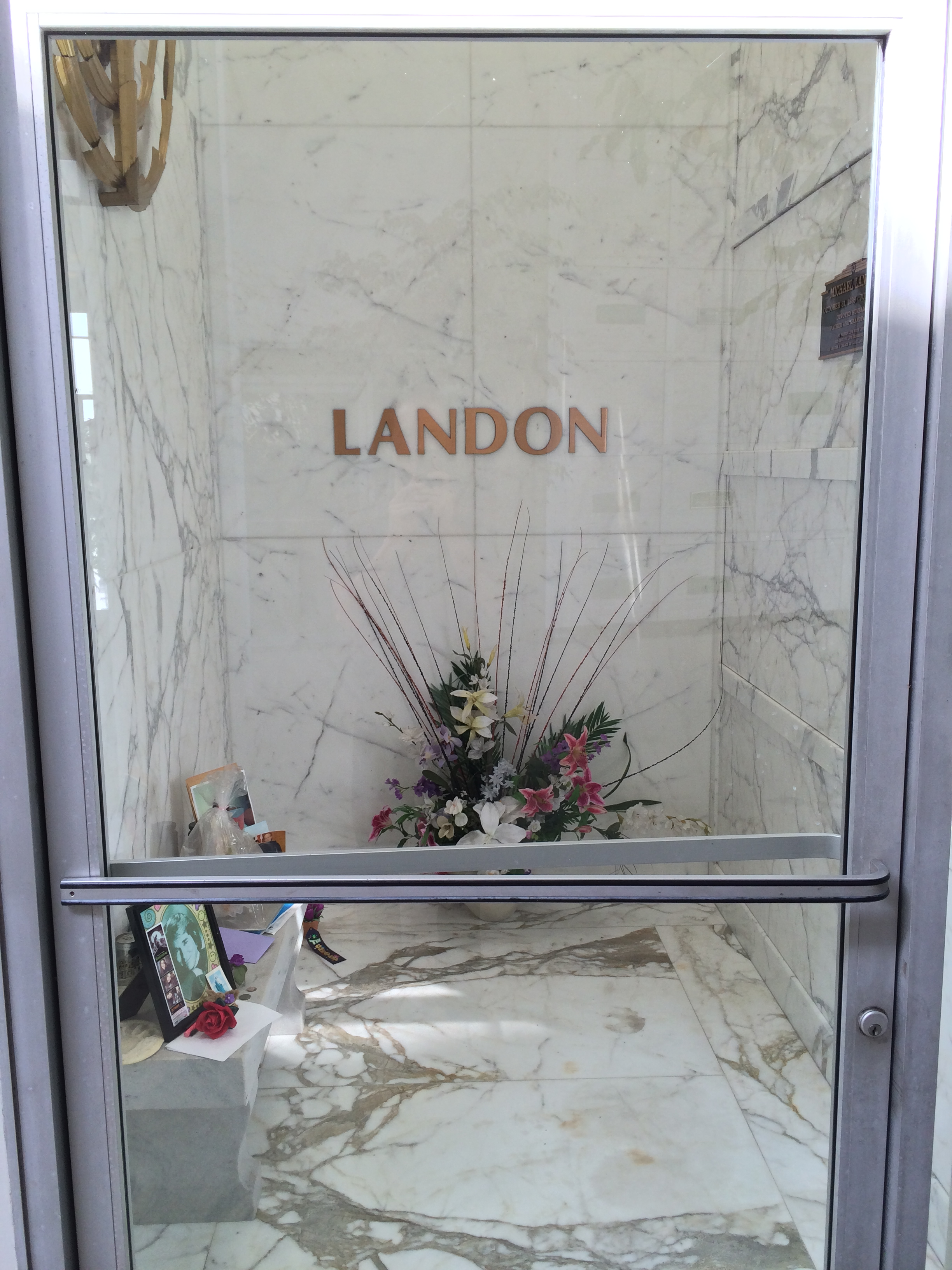
米ヒルサイド記念公園にあるランドンの墓
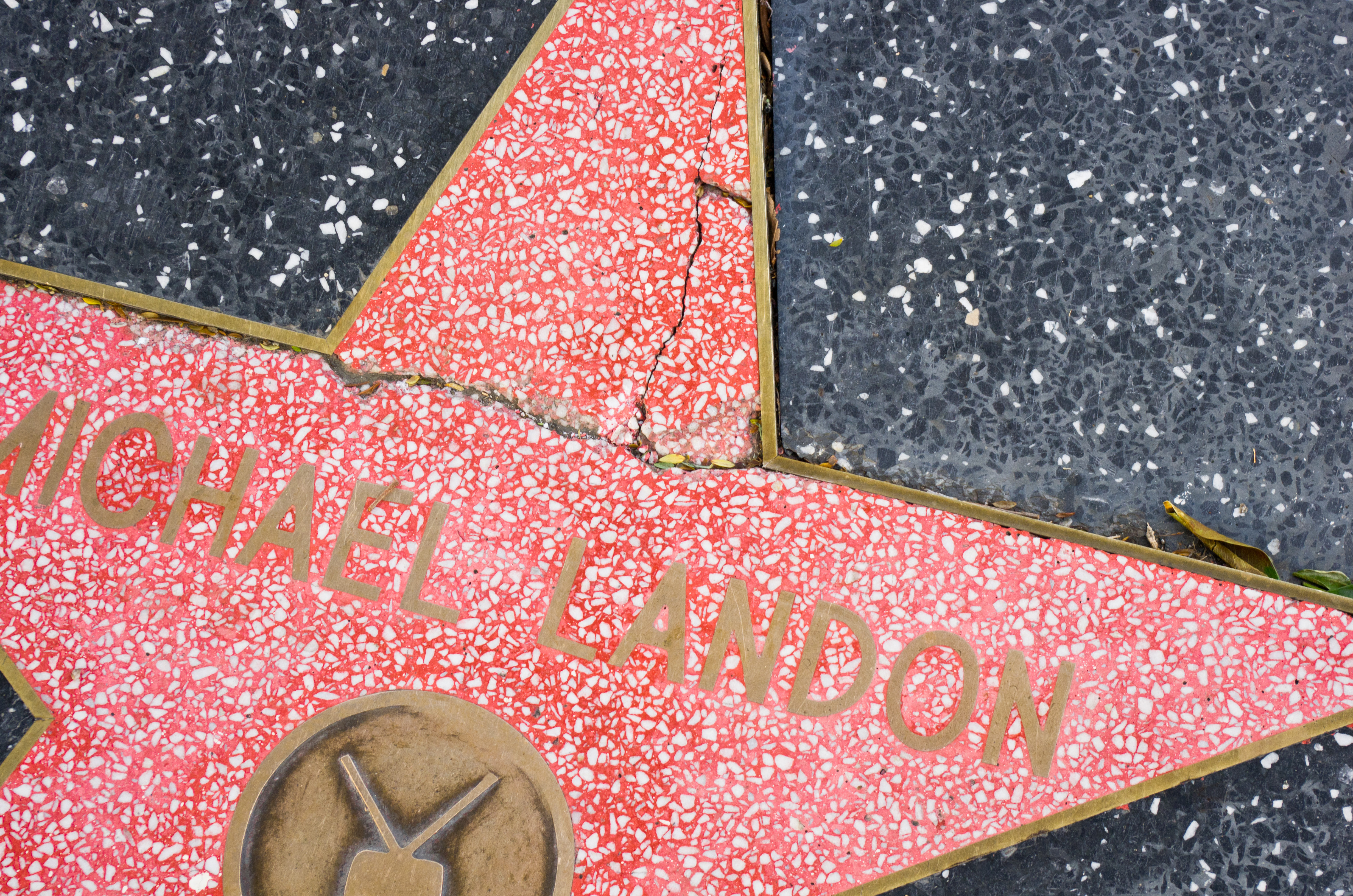
ハリウッドにあるランドンの『ハリウッド・ウォーク・オブ・フェーム』
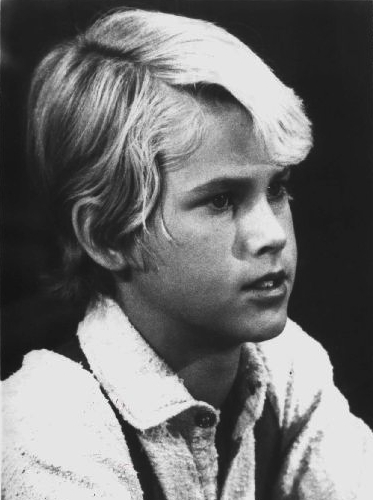
息子ランドン・Jrの子役時代 (1977年)

## 主な出演作品
- ワイルダー・イヤーズ（1956年）
- 心霊移植人間（英語版）（1957年）
- Young Hellions（1958年）
- 真昼の欲情（英語版）（1958年）
- マラカイボ（英語版）（1958年）
- 拳銃に泣くトム・ドーリィ（英語版）（1959年）
- レストレス・ガン（1959年）
- ボナンザ（1959〜1973年）
- Luke and the Tenderfoot（1965年）
- ラブ・ストーリー（1973〜1974年）
- 大草原の小さな家（1974〜1982年）
- ある勇気の物語! 孤独のマラソンランナー（英語版）（1976年）
- キリング・ストーン（※脚本）（1978年）
- 新・大草原の小さな家（1982〜1984年）
- カムバック（英語版）（1983年）
- ハイスクール・オリンピック/天才バンザイ（英語版）（1984年）
- Highway to Heaven（1984〜1989年）
- 鳩が死ぬ時（英語版）（1990年）
- Us（1991年）

## セルフドキュメント映像
- Idols（1991年）
- Brilliant But Cancelled（2002年）